# Skiljebo
Skiljebo är ett administrativt bostadsområde och en stadsdel i östra Västerås. 
Bebyggelsen på Skiljebo är blandad, hyreshus och villor. Det finns ett stort grönområde. Skiljebo centrum har byggts om under 2015 - 2016, varvid fler hyreshus tillkommit.
På Skiljebo ligger Skiljeboskolan och Tomaskyrkan, Västerås.
Fotbollslaget Skiljebo SK, som anordnar Aroscupen, har sin hemmvist på Skiljebo.
Stadsdelen har fått sitt namn från sitt läge, där tidigare vägarna till Stockholm respektive Tortuna skiljdes åt, ungefär vid nuvarande Skiljebomotet.
Området avgränsas av Tråddragargatan, Österleden, E18, Rönnbergagatan och Cedergatan.
Området gränsar i norr mot Malmaberg, i öster till Brandthovda och Hälla, i söder till Viksäng och i väster till Klockartorpet och Hemdal.